# Тракайский островной замок

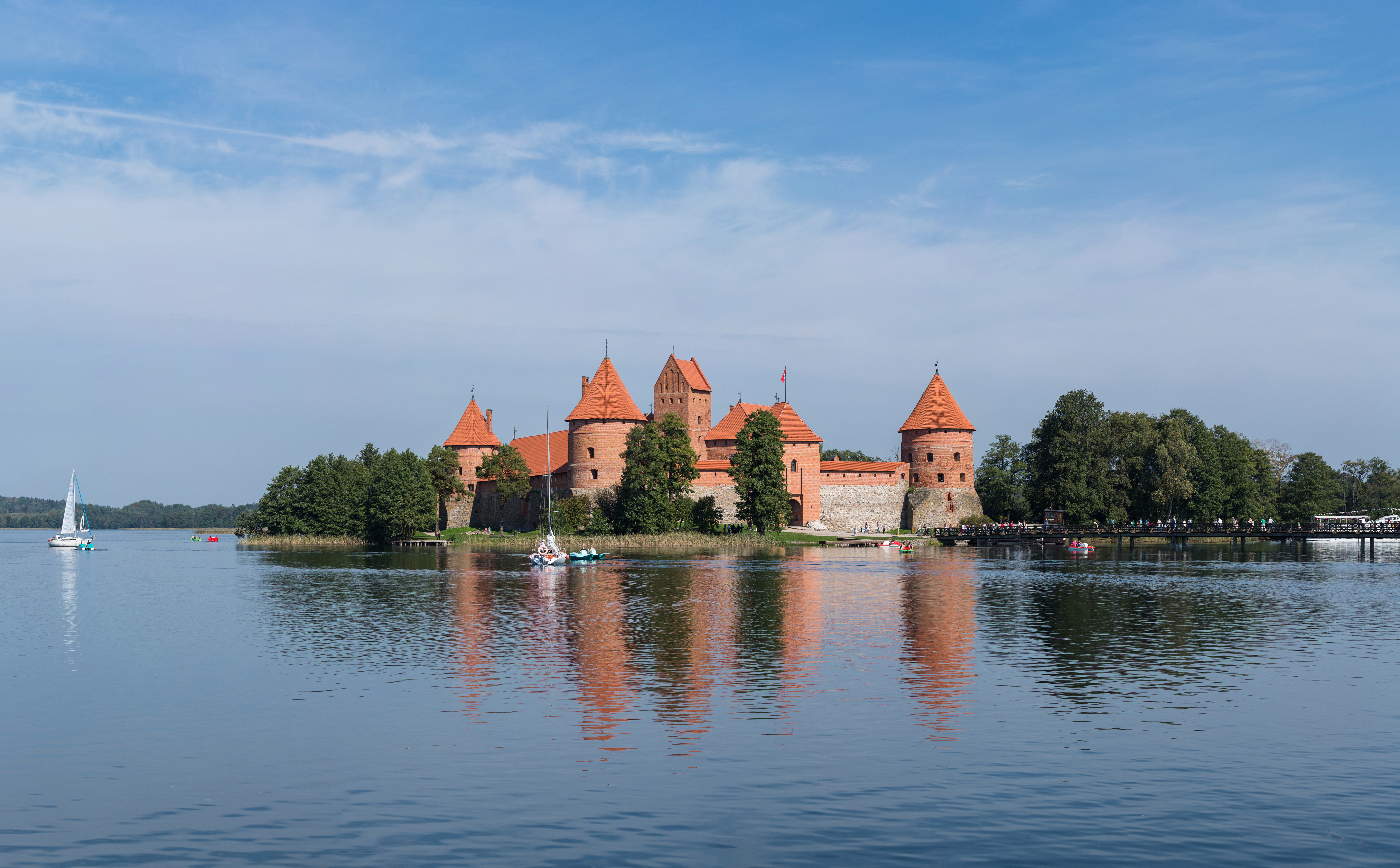

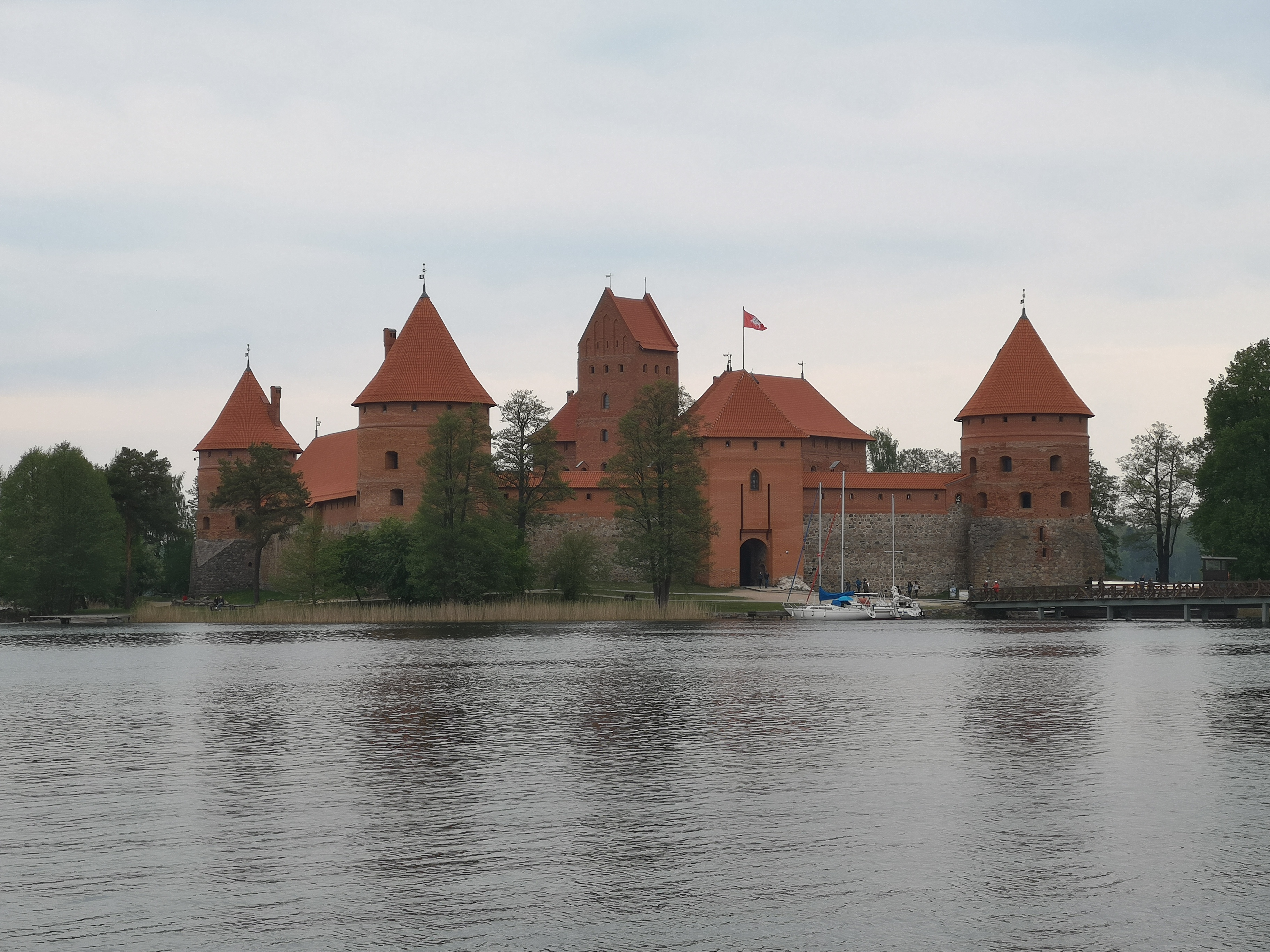
Тракайский замок

Трака́йский (Тро́кский или Тро́цкий) за́мок (лит. Trakų salos pilis) — замок Витовта и последующих литовских князей на острове озера Гальве, напротив более древнего замка Кейстута. Остров расположен в черте города Тракай (Троки) и соединяется с ним деревянным мостом. Воссоздан из руин в советское время. Внутри с 1962 года находится музей истории Тракая.

## История

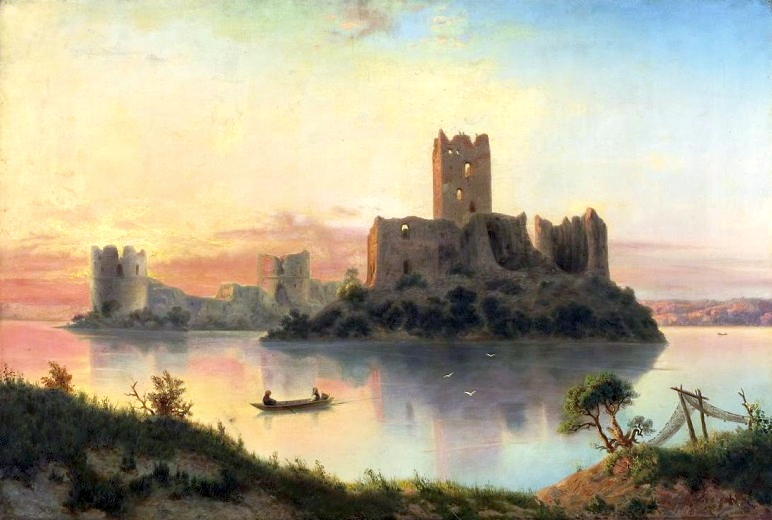
Руины на картине Юзефа Маршевского (1866)

В 1337 году трокский князь Кейстут получил от своего отца Гедимина замок в Старых Троках. В 1375 году он переселился дальше на 3 км к озеру в Новые Троки — современный Тракай. Выступающий в озеро полуостров предоставлял более удобную для защиты позицию. Именно тут и была заложена Кейстутом новая резиденция. Почти одновременно началось строительство и островного замка, однако его остановила смерть Кейстута и междоусобная война его сына Витовта с Ягайлой.
По окончании междоусобиц Витовт возобновил строительство, которое продолжалось до 1409 года. После Грюнвальдской битвы 15 июля 1410 года замок утратил своё военное значение, так как основной противник Великого княжества Литовского — Тевтонский орден — был разгромлен. При Витовте замок переживал период своего расцвета. Роскошные приёмы и пиры устраивались в честь иностранных послов и высоких гостей со всей Европы. Здесь Витовт и умер 27 октября 1430 года.
К концу XVI века Троки постепенно отступают на задний план в политической жизни страны. Удалённость от главных торговых путей привела город к экономическому упадку. Вскоре Троки становятся местом ссылки неугодной знати; замок используется как тюрьма. Во время вторжения русской армии в 1655 году замок превратился в развалины.

## Архитектура

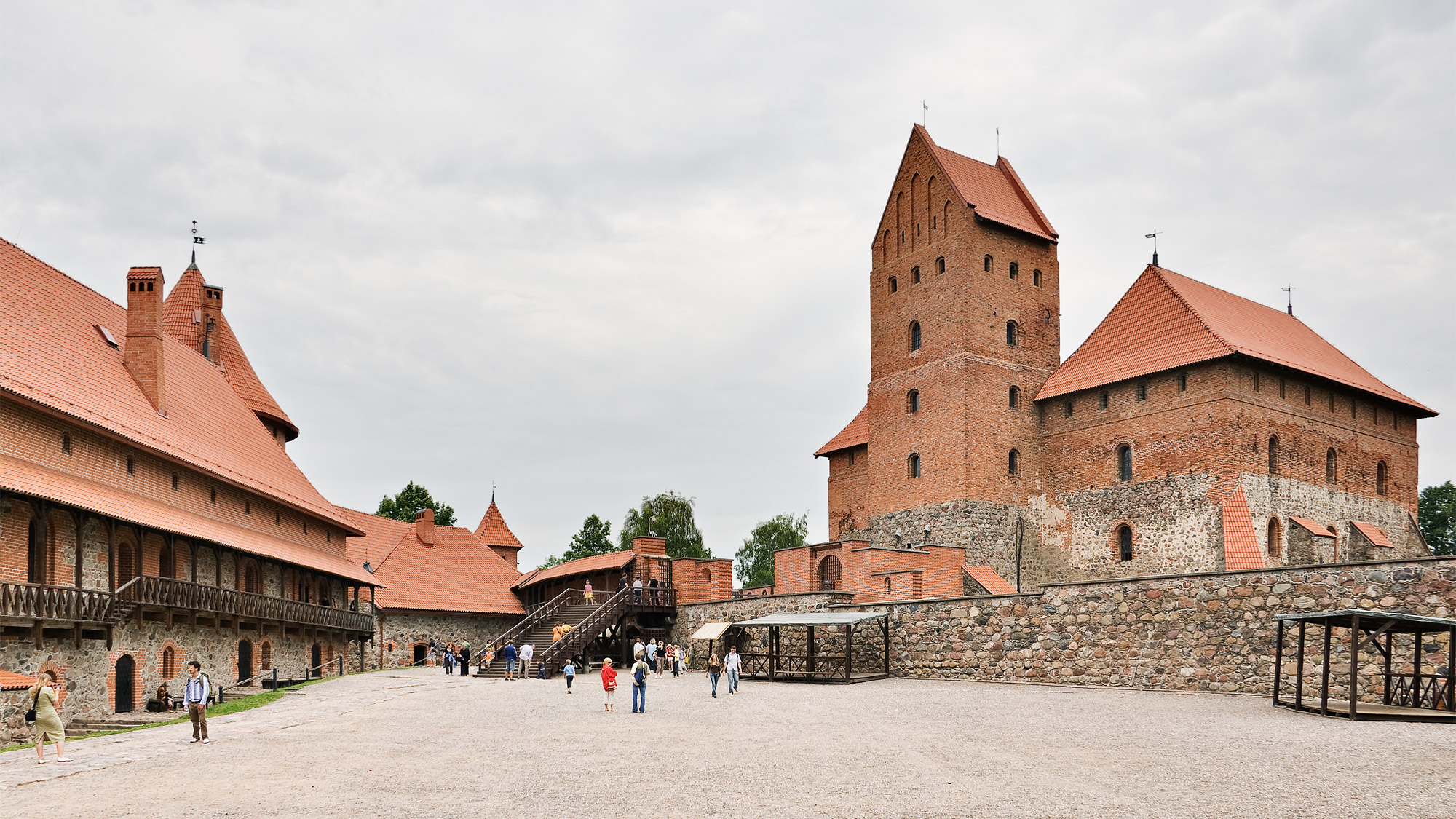
Внутренний двор призамка

Любимая резиденция Витовта оригинально сочетала оборонительную и репрезентационную функции — функции крепости и дворца. Это был первый в Великом княжестве Литовском замок по типу конвента, а именно: замок-кастель регулярной формы с комплексом жилых, церковных и хозяйственных построек, сгруппированных вокруг небольшого внутреннего двора и имеющих оборонительные приспособления по внешнему периметру.
Островной замок представляет собой замечательный пример кирпичной готики. Центром архитектурного ансамбля замка является княжеский дворец, окружённый толстой крепостной стеной и находящийся под защитой оборонительных башен. Парадные залы дворца украшают витражи и фрески, главными сюжетами для которых служили сцены из жизни великих князей. Жилые помещения соединялись между собой внутренними деревянными галереями. Между спальней князя и казначейской палатой был тайный ход, который вёл во внутренний двор. Замок был оборудован системой воздушного отопления: горячий воздух поднимался по трубам и согревал холодные каменные стены.
Как явствует из литовских хроник, даже сёдла в замке были золотыми. Несколько сёдел вместе с лошадьми были подарены московскому князю Василию I.

## Реставрация

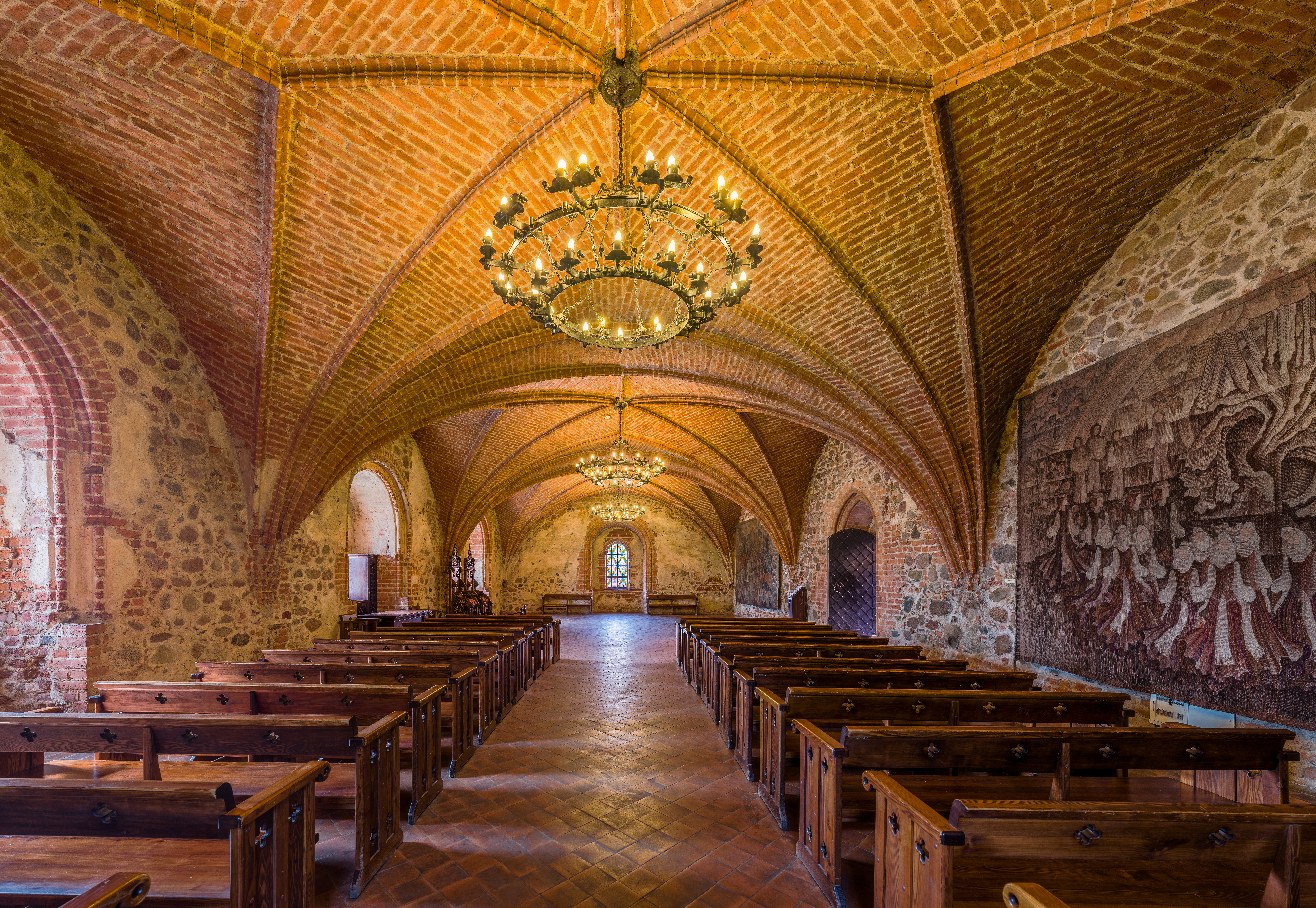
Замковая часовня (капелла) после реконструкции

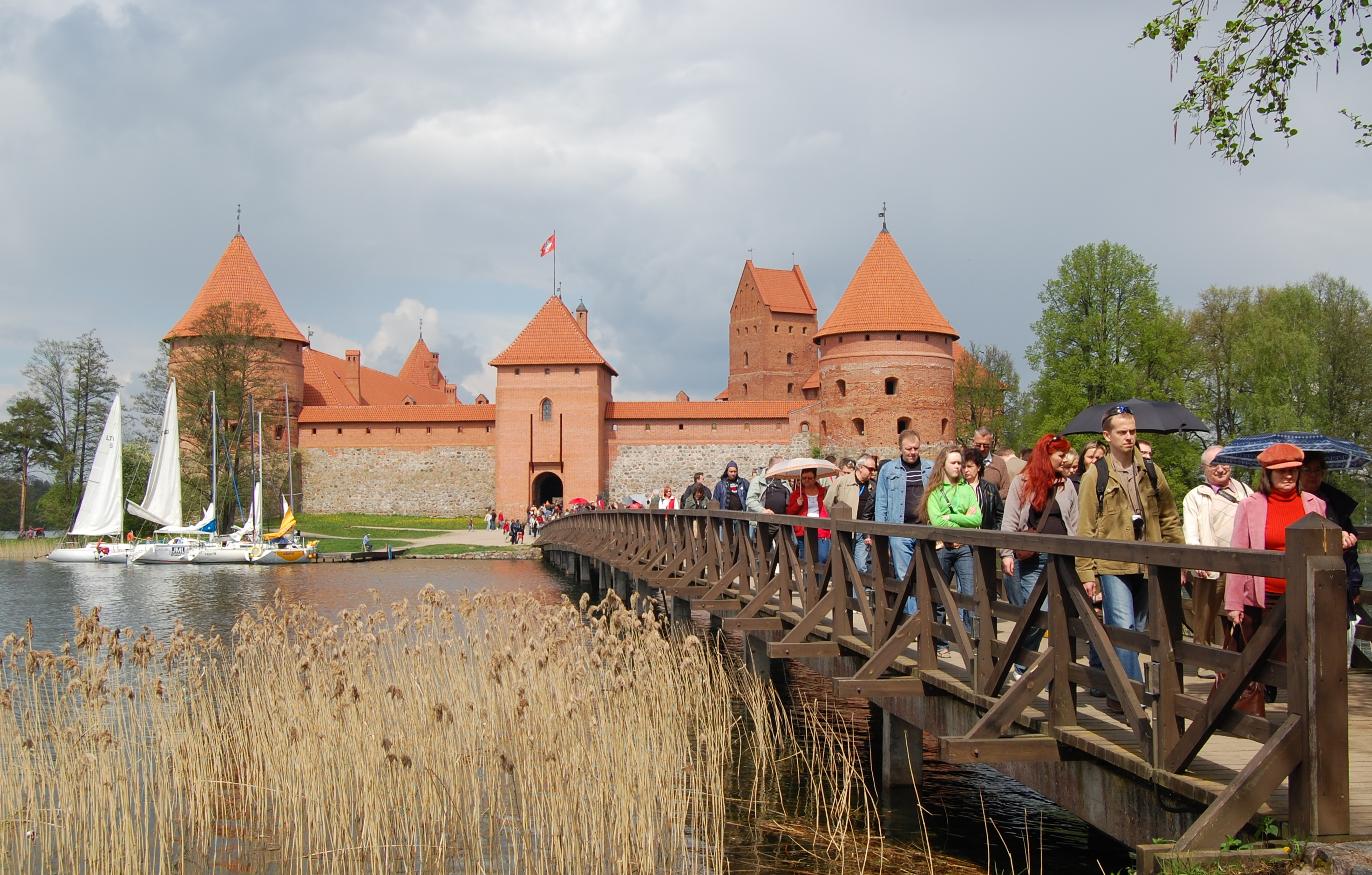
Мост, по которому попадают на остров туристы

Первые проекты восстановления замка были составлены в конце XIX века, однако основные работы не столько по реставрации, сколько по консервации приходятся на начало XX века. В 1901 году археолог В. Шукевич взял у городского магистрата Трокский островной замок в аренду на двенадцать лет, обязуясь охранять его от дальнейшего разрушения. С 1926 года, когда Тракай принадлежал Польше, уход за замками стал постоянным. Руины на острове были измерены, было решено их законсервировать, а замки объявлены памятником.
Основное внимание уделялось Островному замку: в 1935 году начали восстанавливать зал приёмов, башни, стены призамка. Из-за недостатка средств работы в некоторые годы не проводились. После того, как в 1939 году Виленский край с Тракаем был передан Литве, для продолжения работ снова был приглашён польский инженер-архитектор И. Боровский (руководил работами в 1929—1941 годах), который подготовил первую модель реконструкции Островного замка. После Второй мировой войны работы были возобновлены, и в 1949 году наконец была покрыта крыша репрезентативного зала дворца.
С 1955 по 1987 год работы по реконструкции замка возглавляли архитекторы Бронюс Круминис и Станисловас Микулёнис. Исследовав Мариенбург и другие сохранившиеся в регионе аналоги, они восстановили боковые башни призамка, что изменило объёмно-пространственную композицию всего замка в целом. В 1970-е годы Островному замку был возвращён тот вид, который он имел, по предположениям реставраторов, в XV веке.

## Туризм

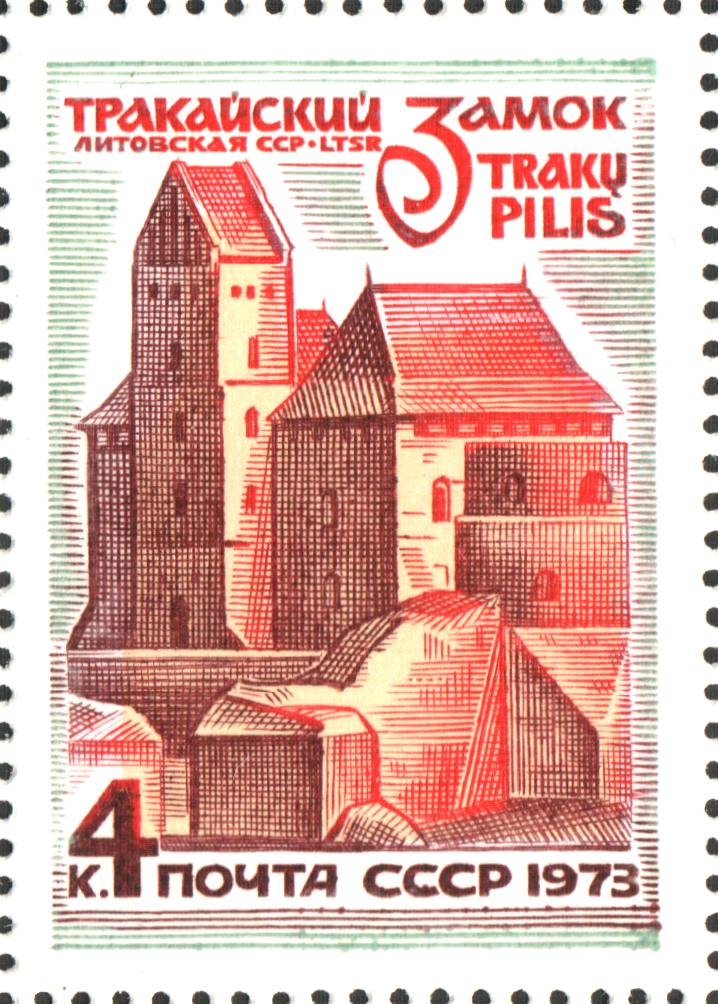
Почтовая марка СССР, 1973 год

Восстановленная резиденция Витовта — самый большой из средневековых замков на территории Литвы и один из немногих островных замков в Восточной Европе. По числу посещающих его туристов Тракай уступает в стране только столице — Вильнюсу. Для сохранения окружающих исторические памятники пейзажей литовским правительством создан Тракайский исторический национальный парк.

## В культуре
В Тракайском островном замке снималась третья серия художественного фильма «Приключения Электроника» — замок выступил в роли картинной галереи.